# Bravo-Jahrescharts 1975
Die Jugendzeitschrift Bravo erscheint seit 1956 und enthält in jeder Wochenausgabe eine Hitliste, die von den Lesern gewählt wurde. Zum Jahresende wird eine Jahreshitliste erstellt, die Bravo-Jahrescharts. Ab 1960 wählen die Bravo-Leser ihre beliebtesten Gesangsstars und dekorieren sie mit dem Bravo Otto

## Bravo-Jahrescharts
Der Sommerhit des Jahres kam aus den Niederlanden: Paloma Blanca der George Baker Selection, der vor allem die Charts im Juli und August beherrschte. Die Teenieband Bay City Rollers aus Schottland schaffte den endgültigen Durchbruch und war nun größter Konkurrent von The Sweet. Am Jahresende kamen dann zwei Songs in die Charts, die zu den größten Hits des Jahres gehörten, aber nicht mehr Zeit genug hatten, um auf die vorderen Plätze der Charts zu gelangen: Lady Bump von Penny McLean war eines der prägendsten Lieder des Jahres und führte den Bump als Tanz in die Discos ein. Sailing wurde zu einem der größten Erfolge von Rod Stewart und war die Nummer 1 zum Jahreswechsel.
1. Fox on the Run – The Sweet – 393 Punkte
2. Paloma Blanca – George Baker Selection – 357 Punkte
3. Bye Bye Baby – Bay City Rollers – 336 Punkte
4. Give a Little Love – Bay City Rollers – 325 Punkte
5. SOS – ABBA – 314 Punkte
6. Action – The Sweet – 302 Punkte
7. Get It Up for Love – David Cassidy – 301 Punkte
8. I Can Help – Billy Swan – 298 Punkte
9. Ich schenk’ dir mein Geheimnis – Bernd Clüver – 280 Punkte
10. Juke Box Jive – The Rubettes – 262 Punkte

## Bravo-Otto-Wahl 1975

### Beat-Gruppen
1. Goldener Otto: Bay City Rollers
2. Silberner Otto: The Sweet
3. Bronzener Otto: ABBA

### Sänger
1. Goldener Otto: David Cassidy
2. Silberner Otto: Albert Hammond
3. Bronzener Otto: Jürgen Marcus

### Sängerinnen
1. Goldener Otto: Juliane Werding
2. Silberner Otto: Penny McLean
3. Bronzener Otto: Suzi Quatro